# Mediatore (gioco)
Il mediatore è un gioco con le carte regionali italiane (mazzo da 40), ha origine spagnola ed è una variante del famoso Tressette misto con i punteggi in uso nel gioco della Maniglia. 
È praticato maggiormente nel Sud Italia e in Sardegna. In particolare, è il gioco tipico della città di Barletta. Si può giocare in 3, 4, 5 o 6 (In 6 togliendo dal mazzo i due di ogni seme).

## Punteggi e gerarchia delle carte
Nel mediatore, a differenza del tressette, la gerarchia delle carte è:
- 7 (detta "maniglia" del seme della carta) vale 5 punti.
- 1 (asso) vale 4 punti.
- 10 (il re) vale 3 punti.
- 9 (il cavallo) vale 2 punti.
- 8 (donna o fante) vale 1 punto.
- 6, 5, 4, 3, 2 non valgono nulla: una carta vale l'altra in termini di punteggio, mentre in gerarchia seguono il punteggio numerico.
- ogni base che viene conquistata vale 1 punto.

La tabella indica a seconda del numero di giocatori le carte da distribuire e i punti da considerare.
|                       | 3 gioc. | 4 gioc. | 5 gioc. | 6 gioc. |
| N. carte a testa      | 12      | 9       | 8       | 6       |
| N. basi totali        | 13      | 10      | 8       | 6       |
| Punteggio totale      | 73      | 70      | 68      | 66      |
| Punt. minimo vittoria | 37      | 36      | 35      | 34      |

## Regole del gioco

### La smazzata
Il ruolo di mazziere in una smazzata è deciso in base alla smazzata precedente: il primo di mano della smazzata precedente sarà il mazziere.
Il mazziere distribuisce 3 o 4 carte alla volta in senso antiorario a partire dal giocatore alla sua destra. Il numero di carte per ogni giocatore varia in funzione del numero dei giocatori (vedi tabella).
Nelle varianti con 3 o 4 giocatori è previsto il "monte" costituito dalle restanti 4 carte che vengono momentaneamente messe da parte, di queste viene scoperta l'ultima carta, che svelerà il cosiddetto "trionfo", ovvero il seme delle carte che per quella partita vincerà su qualunque altro seme. Nella variante con 5 giocatori (senza monte) il trionfo è costituito dal seme dell'ultima carta del mazzo.
Adesso comincia il turno chi è alla destra del mazziere, ovvero il primo di mano, che dovrà decidere se "chiamare" o meno. Se questi non chiama, il secondo di mano decide se chiamare o meno, altrimenti il terzo e così via fino al mazziere.
Se nessuno chiama (perché ad esempio nessuno sente di avere una buona mano) si andrà al "liscio": si gioca la partita con le carte ricevute e perde chi fa più punti. In questo caso si potrà anche saltare questa smazzata.

### La chiamata
Nelle varianti con il monte, chi ritiene di avere buone carte può decidere di giocare da solo contro tutti gli altri (che si alleano contro chi chiama) e a seconda della forza della sua mano sceglie se:
- chiamare: il chiamante può sostituire tutte o in parte le 4 carte del monte con quelle che ha in mano a seconda di come vuole giocare;
- fare "sola": il chiamante può solo guardare le carte del monte;
- fare "colonna": il chiamante non guarda, né sostituisce il monte, in più gli avversari decidono chi debba essere di mano, la posta in gioco triplica.

Nelle varianti a senza monte chi chiama può:
- chiamare: il chiamante chiama una (ed una sola) carta, e giocherà in squadra con il giocatore che possiede la carta chiamata. Il compagno chiamato resta incognito fino a che non viene giocata la carta chiamata quindi, finché la carta chiamata non è giocata si gioca tutti contro tutti, poi si gioca a squadre. È da precisare che se la carta chiamata è di faccia (cioè è l'ultima carta del mazzo, che è esposta per determinare il seme di trionfo) tecnicamente i compagni non si conoscono;
- fare "sola": Il chiamante gioca da solo contro tutti però essendo il primo di mano;
- fare "colonna": Il chiamante gioca da solo contro tutti e gli avversari decidono chi è il primo di mano.

In tutte le varianti, se qualcuno chiama si interrompe il giro di chiamate e si comincia il gioco, ma se qualcuno chiama la sola o la colonna il chiamante è costretto a ritirare la chiamata.

### Il gioco
Il primo di mano inizia il gioco tirando una carta a sua scelta. Gli altri giocatori devono rispondere a seme, e se il quel momento la presa è momentaneamente vinta dall'avversario, al nostro turno è obbligatorio provare a vincerla giocando una carta di valore superiore ma, se si hanno carte del seme della prima carta della mano con cui non si può vincere la mano e si potrebbe invece vincere giocano un trionfo, è comunque obbligatorio giocare le carte del seme della prima carta della mano.
Se un giocatore non ha carte di quel seme è tenuto a giocare un trionfo e quindi ad "uccidere" (nel gergo chi uccide esclama “accèid” espressione vocale decisamente aggressiva, gettando la carta sul tavolo violentemente), e a giocare il trionfo superiore a quello giocato in precedenza dall'avversario, salvo che ne sia privo o che la presa sia già stata conquistata dal compagno. Se ne è privo o non potrebbe superare il trionfo avversario o la base è al momento di un proprio compagno può giocare una carta qualsiasi.
Vince la presa chi ha giocato la carta più alta (nel caso in cui non ci siano punti vince la carta che ha il valore più alto con il valore classico delle carte) del seme giocato dal primo di mano. Se ci sono trionfi vince chi ha giocato il trionfo più alto.
Chi si aggiudica la presa prende le carte giocate e le conserva per il conteggio dei punti, a questo punto diventa il primo di mano, e così via.
Chi vince l'ultima presa conquista anche le carte del monte.

### Conteggio dei punti
A partita terminata, il chiamante conta per sé i punti, gli altri giocatori li contano assieme. Nella variante senza monte si contano i punti a squadre.
Si conta sommando al numero delle basi conquistate i valori delle carte, ricordando che 6, 5, 4, 3, 2 non hanno valore (il monte viene considerato come una base pertanto vale 1 punto).
Il punteggio totale in una smazzata fruibile conquistando tutte le basi è dato dal valore complessivo delle carte che è 60, sommato al numero di basi che abbiamo a seconda del numero dei giocatori (vedi tabella), ad esempio in 3 giocatori il punteggio massimo è 73 (60 + 13 basi).

Vince la partita chi arriva almeno alla metà dei punti totali più uno (vedi tabella), ad esempio in 3 giocatori il punteggio massimo è 73, quello minimo per vincere è 37.

Inoltre si possono verificare i seguenti casi:
- il "cappotto": se una squadra non conquista nemmeno una base in una smazzata. Se il chiamante non realizza 25 punti in 3 giocatori e 21 punti in 4 giocatori.
- (Solo nelle varianti senza il monte) il "cappotto al compagno": se il chiamante non conquista nemmeno una base ed il suo compagno sì.

### Modalità di pagamento
Prima di cominciare a giocare è opportuno stabilire una somma base che, per comodità, chiameremo K. Una somma base standard è €0,20.Terminato il conteggio dei punti la somma da ricevere è data da questa formula (se il risultato è positivo la somma è da ricevere, se è negativo, è da pagare):
Vittoria * Cappotto * Chiamante * K
Le variabili sono:
- Vittoria:
  - Sì = 1
  - No = -1
  - Parità = 0
- Cappotto:
  - Sì = 2
  - No = 1
- Chiamante:
  - Sì:
    - Varianti con monte. La chiamata effettuata è
      - Chiamare = N° giocatori - 1
      - Sola = 2 * (N° giocatori - 1)
      - Colonna = 3 * (N° giocatori - 1)

    - Varianti senza monte. La chiamata effettuata è:
      - Chiamare = N° giocatori - 3
      - Sola = 2 * (N° giocatori - 1)
      - Colonna = 3 * (N° giocatori - 1)

  - No = 1

Nel caso di cappotto al compagno il chiamante paga tutti 2K a testa.
Notare che non c'è differenza tra l'essere chiamati e il non esserlo nel pagamento.
Nel liscio:
- senza monte: il primo (la persona che ha realizzato più punti) paga N° di giocatori - 3 persone con un K a testa e il secondo ne paga 1 con un K;
- con il monte: il primo paga tutti con un K a testa;

## Consigli tattici di gioco
- È importante tenere bene a mente il numero e la gerarchia dei trionfi che si sono giocati nella partita così da non sprecare punti preziosi, nonché ricordare se sono uscite carte che possono far diventare le nostre firme;
- In genere chi chiama, quando è di mano si arrassa obbligando gli altri giocatori a rispondere con i trionfi che hanno in mano sprecandoli (nel gergo chi si arrassa esclama : "m'arrèss!" gettando la carta sul tavolo con decisione) poiché possiede carte firme e vuole prevenire l'uccisione della propria carta eliminando i trionfi degli avversari;
- Nel caso in cui si è nella squadra di chi non chiama bisogna cercare di far sprecare i trionfi alla squadra (o al giocatore) avversaria giocando, quando si è di mano, una carta del seme di cui si hanno più carte al fine di far obbligatoriamente uccidere all'avversario facendogli dapprima finire le carte di quel seme;
- Nel caso in cui il nostro compagno abbia già vinto la presa e noi non avessimo da rispondere con quel seme, possiamo decidere di "caricare", ovvero giocare una carta di alto valore, al fine di aumentare i punti della presa che essendo vinta dal compagno è della propria squadra. È opportuno caricare con carte che non sono firme poiché in questo modo si potrebbe sprecare una base ma con carte che potrebbero essere regalate all'avversario (come ad esempio un asso solo quando la maniglia del suo seme non è ancora stata giocata)